# Медаль «За отличие в воинской службе» (Кыргызстан)
Медаль «За отличие в воинской службе» — ведомственная медаль Министерства обороны Киргизской Республики, учреждённая приказом Министерства от 3 сентября 2002 года № 234.
Медаль имеет две степени: первую и вторую.
Первоначально медаль изготавливалась путём нанесения нового рисунка на медаль «50 лет Вооружённых сил СССР».
В 2005 году дизайн медали кардинальным образом изменён.

## Положение о медали
1. Медалью награждаются военнослужащие и лица гражданского персонала Вооруженных Сил Кыргызской Республики, другие граждане Кыргызской Республики и иностранных государств за добросовестную службу, высокое воинское мастерство, а также внесшие большой личный вклад в дело укрепления обороноспособности Кыргызской Республики.
2. Медаль состоит из двух степеней: I и II степени. Высшей степенью медали является I степень. Награждение производится последовательно медалью II степени, медалью I степени. В отдельных случаях Министр обороны имеет право наградить медалью I степени, минуя награждение медалью II степени. Лица, награждённые медалью I степени, награждению медалью II степени не подлежат. Повторное награждение медалью одной и той же степени не производится.
3. Медаль (лента медали) носится на левой стороне груди и при наличии других медалей размещается после медали Министерства обороны «Аскер кызматташтыгын бекемдегендиги учун» («За укрепление военного сотрудничества»).

## Описание медали
Медаль изготавливается из латуни с покрытием золотистого (I степень) и серебристого (II степень) цветов, имеет форму выпуклой пятиконечной звезды с расходящимися лучами в промежутках. Диаметр звезды 42 мм.
На лицевой стороне медали расположен круг зелёного цвета, в центре которого рельефное изображение символа Вооруженных Сил Кыргызской Республики. Круг окаймлен лентой, по центру которой помещены выпуклые надписи: в верхней части — на государственном языке «Мыкты аскердик кызмат учун», в нижней части — на официальном языке «За отличие в воинской службе».
На оборотной стороне медали расположена выпуклая надпись на государственном языке, указывающая степень медали.
Медаль с помощью ушка и кольца крепится к пятиугольной колодке, обтянутой зелёной шелковой муаровой лентой шириной 24 мм.: для первой степени — с одной полосой жёлтого цвета посередине шириной 7 мм, второй степени — с двумя полосами жёлтого цвета по краям шириной по 3 мм.